# Nora Achahbar
Nora Achahbar (Sidi Slimane; 21 de junio de 1982) es una jurista, jueza y política neerlandesa de origen marroquí miembro del partido Nuevo Contrato Social (NSC). Se desempeñó como secretaria de estado de Beneficios y Aduanas en el Gabinete Schoof entre julio y noviembre de 2024.

## Biografía

### Infancia y juventud
Achahbar nació en Sidi Slimane, Marruecos. Su padre se mudó a los Países Bajos como trabajador invitado a los 18 años y trabajó como cocinero en La Haya. Achahbar creció en las afueras del barrio de Schilderswijk y describió su infancia como sumida en la pobreza en una entrevista al periódico Trouw. Se graduó de la escuela secundaria con un diploma VWO («Voorbereidend wetenschappelijk onderwijs» Educación Científica Preparatoria) y luego estudió Derecho holandés y Enciclopedia y Filosofía del Derecho en la Universidad de Leiden.
Después de graduarse trabajó como pasante del grupo parlamentario de los Demócratas 66 y del Consejo de la Judicatura, y posteriormente trabajó como jueza ad hoc en un tribunal de Haarlem, detective de policía en Leiden y abogada. Durante diez años, trabajó como fiscal en La Haya, donde se ocupó de casos relacionados con fraude, terrorismo, delitos violentos y robos. Simultáneamente, fue juez ad hoc especializada en derecho administrativo y penal en el período 2020-2021.

### Secretaria de Estado de Prestaciones y Aduanas
Se unió al recién creado partido político Nuevo Contrato Social y se presentó como candidata número 26 a la Cámara de Representantes en las elecciones generales de noviembre de 2023. No entró en la Cámara, ya que el partido sólo obtuvo veinte escaños. Después de que los partidos Partido por la Libertad (PVV), Partido Popular por la Libertad y la Democracia (VVD), Nuevo Contrato Social (NSC) y Movimiento Campesino-Ciudadano (BBC) formaran el gabinete Schoof, Achahbar prestó juramento como secretario de estado de Beneficios y Aduanas el 2 de julio de 2024. Su cartera incluye las consecuencias del escándalo de las prestaciones por guarderías holandesas y las reformas del sistema de prestaciones. El gabinete se propuso terminar la operación de recuperación de las víctimas del escándalo para 2027, a pesar de la lentitud de los procedimientos. Achahbar criticó la multitud de planes de compensación y creó un comité de emergencia para asesorar sobre un nuevo enfoque de recuperación centralizada que iría más allá de la compensación financiera.
El 11 de noviembre de 2024, cuando el Consejo de Ministros discutió los disturbios de Ámsterdam, entre hinchas del Maccabi Tel Aviv y simpatizantes propalestinos, Achahbar consideró algunos comentarios realizados por miembros del Ejecutivo neerlandés como ofensivos, radicales y potencialmente racistas. Después de la reunión del consejo, el primer ministro Dick Schoof dijo que los acontecimientos apuntaban a un problema de integración más amplio y el secretario de Estado Jurgen Nobel afirmó que una parte significativa de la juventud islámica no respaldaba las normas y valores holandeses. Achahbar anunció el 15 de noviembre al Consejo su dimisión como secretaria de Estado. Su intención de dimitir desencadenó una crisis gubernamental, lo que provocó el inicio de conversaciones para evitar el colapso del gobierno, las conversaciones tuvieron lugar entre el gabinete y los líderes de los cuatro partidos que forman la coalición, quienes finalmente acordaron que el resto de miembros del NSC permanecerían en el Gabinete. En una carta, Achahbar citó «interacciones polarizadoras durante las últimas semanas» como la causa de su renuncia, que fue aceptada ese mismo día.

## Historial electoral
| Año  | Organismo                | Partido | Partido               | Pos. | Votos | Resultado | Resultado           | Ref.  |
| Año  | Organismo                | Partido | Partido               | Pos. | Votos | Escaños   | Individual          | Ref.  |
| ---- | ------------------------ | ------- | --------------------- | ---- | ----- | --------- | ------------------- | ----- |
| 2023 | Cámara de Representantes |         | Nuevo Contrato Social | 26   | 1373  | 20        | No consiguió escaño | [ 7 ] |